# エドガー・ヤング・マリンズ
エドガー・ヤング・マリンズ（Edgar Young Mullins、1860年1月5日 - 1928年11月23日）は、南部バプテストの牧師・教育者で、1899年から亡くなるまで、南部バプテスト連盟の基幹神学校である南部バプテスト神学校の第4代校長であった。

## 経歴
エドガー・ヤング・マリンズは1860年1月5日にミシシッピ州フランクリン郡で生まれた。彼は16歳でテキサスA&M大学に入学し、卒業後は弁護士になるために勉強したが、ウィリアム・エバンダー・ペン（William Evander Penn）の説教により劇的な宗教的体験をしたことがきっかけで、海外宣教の道を志すようになった。彼は南部バプテスト神学校に入学し、1885年にクラストップの成績で卒業した。ケンタッキー州ルイビルのウォルナット・ストリート・バプテスト教会で出会ったアイラ・メイ・ホーリーと結婚。夫妻には2人の息子が生まれたが、2人とも幼少期に亡くなっている。
南部バプテスト外国伝道局は資金不足のため、マリンズからのブラジル派遣宣教師の志願を受入れなかった。数年後、彼は外国伝道局の副書記に就任し、メリーランド州ボルチモアで牧師として活動した。
ボルチモアで過ごした後、マリンズはニューイングランドでの牧師の役割に落ち着いたが、母校は、第3代校長ウィリアム・ヘス・ホワイトシット（William Heth Whitsitt）の激しい神学論争に巻き込まれていた。南部バプテスト神学校がマサチューセッツ州ニュートン・センターの彼の家の玄関先まで代理人を派遣して校長職就任を要請したが、マリンズはその困難なポストに就くという要請に最初は承諾しなかった。しかし、理事会の満場一致の要請に説得され、1899年に校長に就任した。
校長職の終わり頃、マリンズは1877年にルイビルのダウンタウンに開設された神学校キャンパスを、ルイビル東部の丘陵地帯にある「The Beeches」と呼ばれる郊外の広大な土地に移転させることに尽力した。1926年には、古典的なジョージアン様式の立派な学問と住居の複合施設が完成し、主な管理棟であるノートン・ホールの上には、彼にちなんだ特徴的な時計塔が設置された。新キャンパスの主な集合住宅は、彼の貢献に敬意を表してマリンズ・ホールと名付けられた。
校長を務めながら、マリンズは神学校で神学を教えていた。彼の授業の実践から、1917年に重要な教科書”The Christian Religion in Its Doctrinal Expression”が出版され、その他にも”The Axioms of Religion"、"Why is Christianity True?”、”Christianity at the Crossroads”などの著作がある。
著書、説教、教派機関誌の記事を通して、マリンズは20世紀で最も影響力のあるバプテスト信徒の一人となった。彼の影響力は南部バプテスト信徒のあらゆる生活領域に及んだ。1921年から1924年まで、マリンズは南部バプテスト連盟が進化論の教育を含む重要な問題と格闘する中、南部バプテスト連盟会長を務めた。彼は1925年に採択された南部バプテスト連盟信仰宣言（The Baptist Faith and Message）と称される信仰宣言の作成を通して、教派の分裂を防ぐのに貢献した。
死の数年前、マリンズは国際的なバプテストの信仰生活における重要な役割を評価され、世界バプテスト連盟の会長に任命された。
1928年11月23日、脳卒中による麻痺を患ってから2週間後、ルイビルの自宅で死去した。
彼の書簡やノート43箱が南部バプテスト神学校に所蔵されている。

## 著作
- Why Is Christianity True? Christian Evidences, 1905
- The Axioms of Religion, 1908
- Baptist Beliefs. Louisville, KY: Baptist World Publishing Company. (1913)
  - 小野兵衛訳『バプテストの信仰』福音書店、1914年。
- Freedom and Authority in Religion, 1913
- Commentary on Ephesians and Colossians, 1913
- The Life in Christ, 1917
- The Christian Religion in Its Doctrinal Expression. Roger Williams Press. (1917)
- Talks on Soul Winning, 1920
- Spiritualism, A Delusion, 1920
- Christianity at the Crossroads, 1924

## 関連文献
- Brackney, William H. A Genetic History of Baptist Thought: With Special Reference to Baptists in Britain and North America. Macon, GA: Mercer University Press, 2004.
- Draughon, Walter D. A critical evaluation of the diminishing influence of Calvinism on the doctrine of atonement in representative Southern Baptist theologians: James Petigru Boyce, Edgar Young Mullins, Walter Thomas Conner, and Dale Moody. Diss. Southwestern Baptist Theological Seminary, 1987.